# آلسمیردربروخ
آلسمیردربرگ (به لاتین: Aalsmeerderbrug) یک روستا در هلند با جمعیت ۵۰۰ نفر است که در هارلمرمیر واقع شده‌است.